# Västerås slott
Västerås slott är en slottsbyggnad belägen i Västerås intill Svartåns mynning och var ett kungligt residens under Vasatiden. Slottet uppfördes under 1100-talet och blev ombyggt under Gustav Vasas regering 1540–1544. Slottet är idag residens för landshövdingen i Västmanlands län, som därmed även är ståthållare på Västerås slott och då ingår i de Icke tjänstgörande hovstaterna vid Kungliga hovet.

## Historia

### Medeltiden
Västerås hette tidigare Västra Aros (Västra Åmynningen) och blev i mitten av 1100-talet biskopssäte. Västra Aros blev under 1200-talet den viktigaste utskeppningshamnen för Bergslagen och tillsammans med Stockholm den främsta staden i Mälardalen. Med tiden insåg man behovet av ett starkt fäste som skydd åt kungens fogde, men tjänade även som residens till densamma. Ett kärntorn med fyra våningar byggdes vid Svartåns utlopp. Den översta våningen blev skyttevåning. Detta torn finns ännu kvar i nuvarande slottets nordöstra hörn.
Västerås blev indraget i blodiga strider vilket föranledde att borgen byggdes ut och förstärktes i flera omgångar. Slottet spelade en viktig roll under unionsstriderna på 1400-talet och tidiga 1500-talet, och var det första riksfästet som Engelbrekt Engelbrektssons styrkor erövrade under upproret. Slottet intogs av ärkebiskop Jöns Bengtsson 1457 och belägrades 1464 av Kristian I, men utan framgång. 1522 erövrades det av Gustav Vasa efter att ha varit belägrat under ett år. 

### Vasatiden

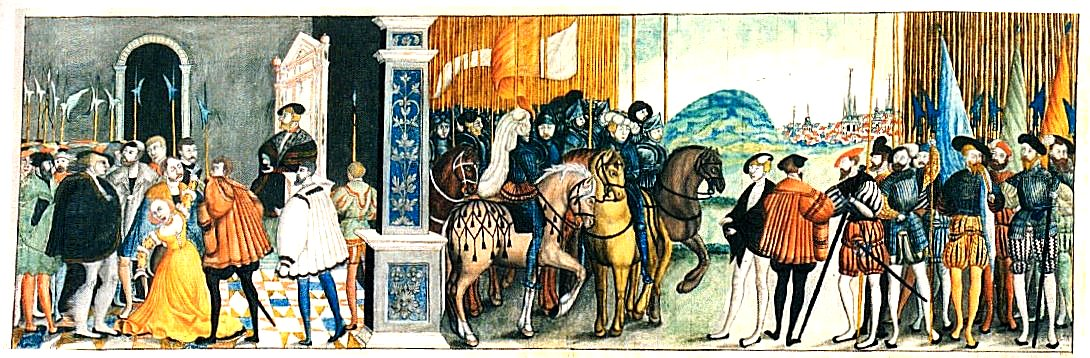
Gustav Vasa triumferar i Västerås.

Västerås slott gjordes till kungligt residens av Gustav Vasa, som även lät hålla riksdag i staden och två av dessa utgjorde historiskt viktiga händelser i Sveriges historia. På riksdagen 1527 beslutades om protestantismens införande och att banden med katolska kyrkan bröts. Under riksdagen 1544 gjordes Sverige till ett arvkungadöme, men sanktionerade även den nya satsning på en inom landet rekryterad krigsmakt som Gustav redan inlett. Inför den senare riksdagen 1540–1544 gjordes stora ombyggnader i slottet och en ny kungsvåning byggdes bland annat ovanpå den gamla i östra längan,  vilket även skapade nuvarande huvudentrén, och västra längan förhöjdes. Johan III fortsatte med nya byggnadsarbeten i slutet av 1570-talet, då en stor rikssal och en slottskyrka blev inredda.
Den avsatte kungen Erik XIV fördes hit 1573 och tillbringade ett år i fångenskap på slottet. 
När Karl X Gustavs mor, pfalzgrevinnan Katarina Karlsdotter Vasa, dog 1638, var det slutet för slottet som kungligt residens. Eftersom ingen kunglig person längre bodde på slottet, hamnade det sedermera i förfall.

### Senare historik

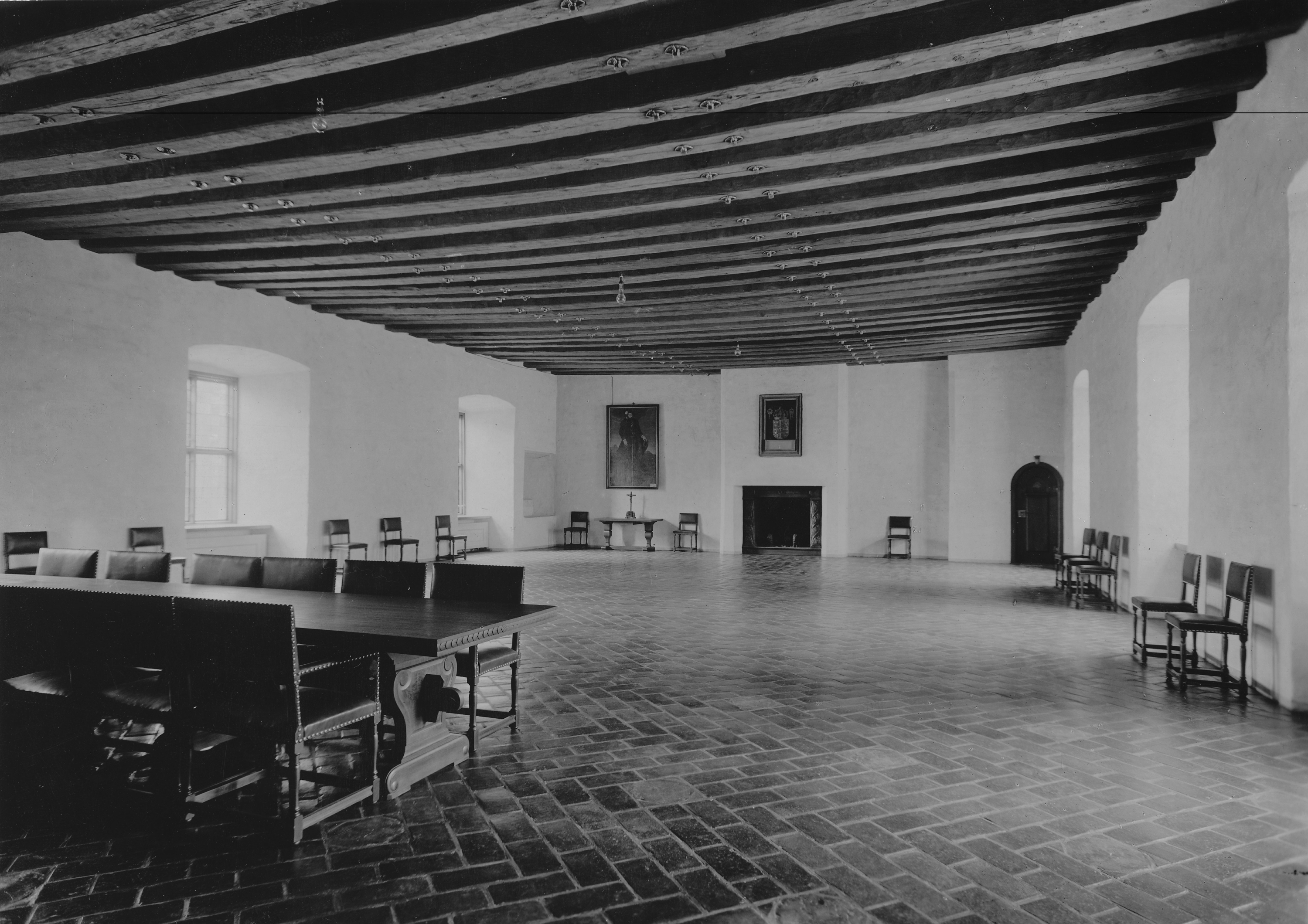
Rikssalen efter Erik Hahrs renovering.

Under senare delen av 1600-talet påbörjades renoveringsarbeten på slottet under ledning av arkitekten Mathias Spieler som var nära vän med Jean de la Vallée och Nicodemus Tessin d.ä. Under Karl XII:s krig användes det till förvaring av bl.a. krigsfångar. Den sista fången lämnade slottet 1857. En välkänd fånge under senare år var Carl Fredrik Lilja, som stal pengar från landskansliet, och som lyckades rymma från fängelset.
År 1736 eldhärjades slottet och all inredning från Vasatiden förstördes. Elden spred sig till flera trä- och korsvirkeshus i närområdet. Slottet reparerades och byggdes ut i mitten av 1740-talet med Carl Hårleman som arkitekt, och färdigställdes under 1750-talet. 
Under 1800-talet gjordes en del inre förändringar och under 1920-talet genomfördes en restaurering av slottet ledd av Västerås stadsarkitekt Erik Hahr och då koncentrerade man sig främst på rikssalen med intilliggande utrymmen och residensvåningen. Västmanlands fornminnesförening har haft sina samlingar i slottet sedan 1889. Slottet renoverades 1965–66 under ledning av arkitekt Nils Tesch och därefter flyttade Västmanlands läns museum in, men lämnade byggnaden 2010 för nya lokaler på Karlsgatan 2.

## Slottet idag
En mindre del av slottet har på senare år[när?] moderniserats och byggts om till residens för landshövdingen. En annan del av slottet hyrs för närvarande av Mälardalens universitet som har sitt säte för kammarmusik där.

## Galleri

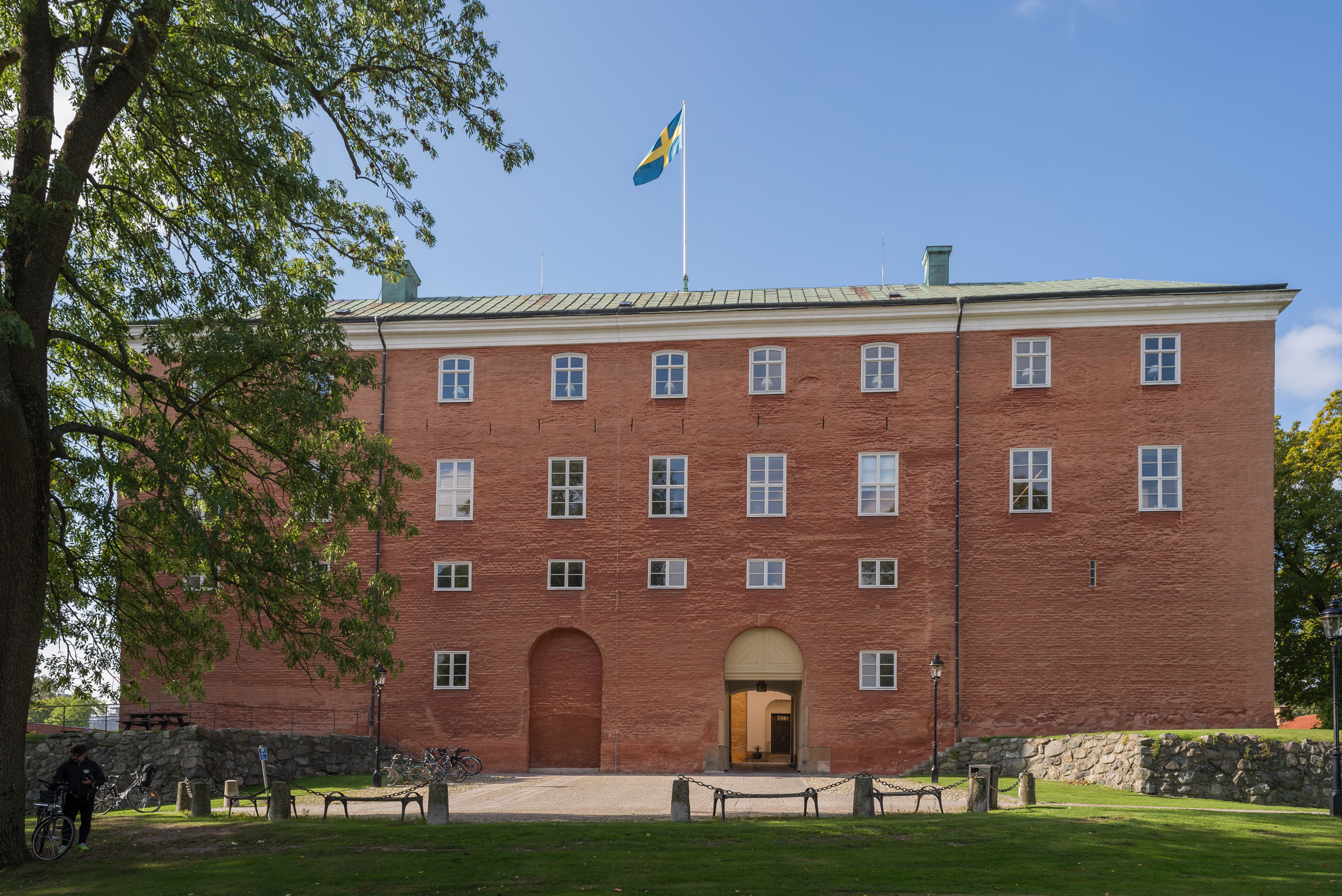
Västerås slott sommaren 2014.
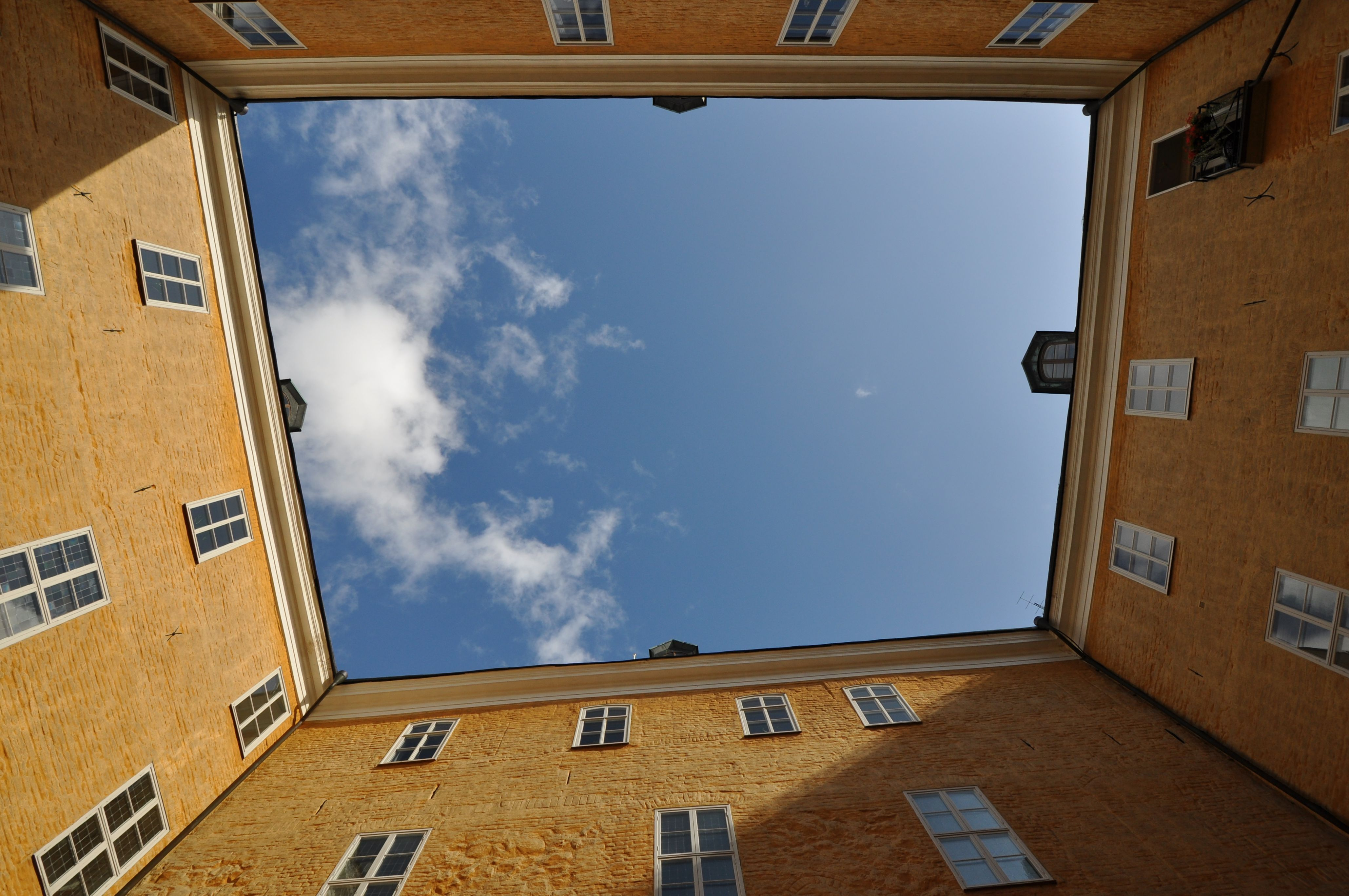
Vy från slottets borggård.
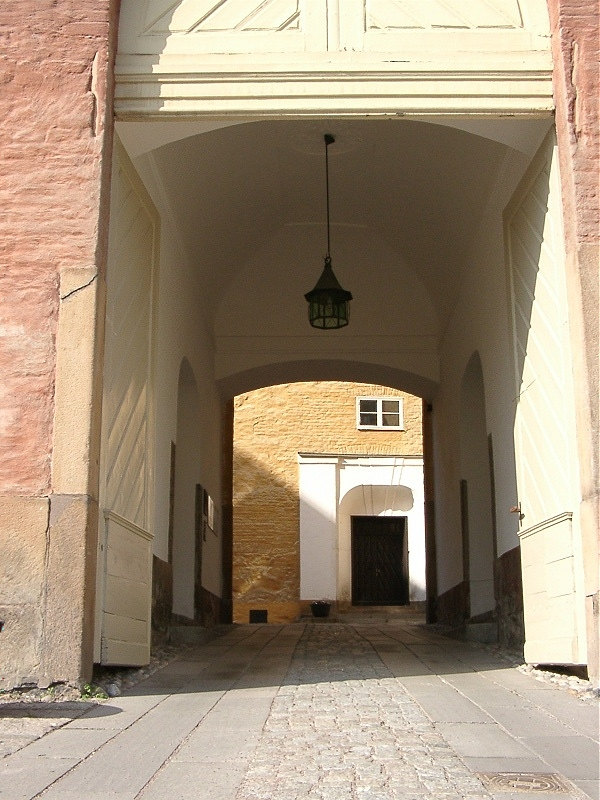
Den enda ingången till slottet.
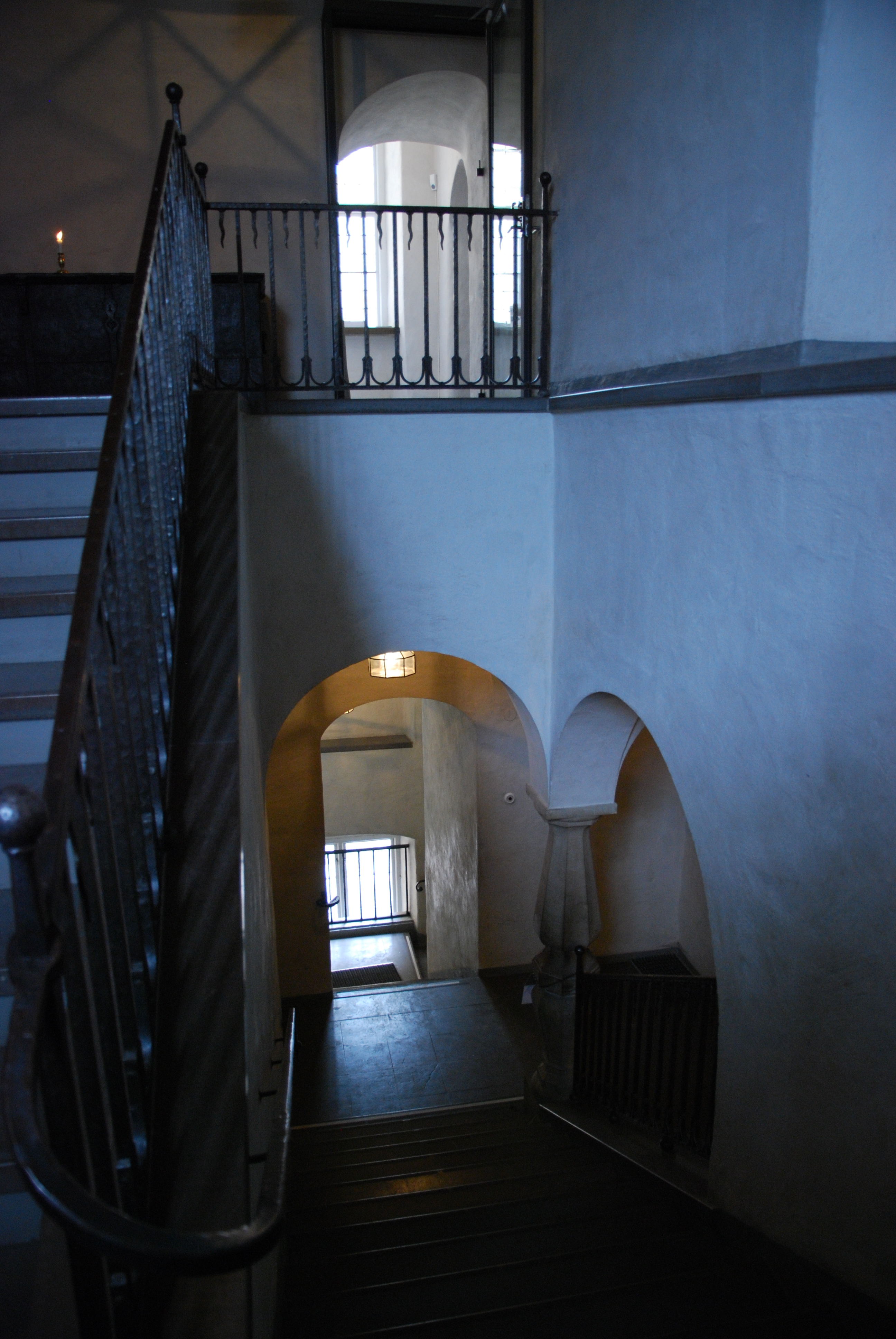
Ett trapphus i slottet.